# 665
665 (DCLXV) var ett normalår som började en onsdag i den julianska kalendern.

## Händelser

### Okänt datum
- Swithelm efterträds av Sighere och Sebbi som kung av Essex.
- Staden Seongnam byter namn till Hansanju.
- Enligt Annales Cambriae, konverterar anglosaxarena till kristendom efter det andra slaget vid Badon.

## Födda
- Lu Xiangxian, kinesisk konsul.

## Avlidna
- Brahmagupta, Indisk matematiker och astronom (född 598)
- Li Zhong
- Yu Zhining